# Seznam italijanskih ekonomistov
Seznam italijanskih ekonomistov.

## A
- Giacomo Acerbo
- Beniamino Andreatta

## B
- Enrico Barone
- Marco Biagi (1950 - 2002-umorile so ga Rdeče brigade)
- Ferdinando Bocconi?
- Tito Boeri
- C. E. V. Borio
- Giorgio Brunello

## C
- Federico Caffè
- Marco Cattini
- Pierluigi Ciocca
- Alberto Clò
- Lorenzo Codogno
- Luigi Cossa

## D
- Bernardo Davanzati
- Mario Deaglio
- Marcello De Cecco
- Lamberto Dini
- Mario Draghi

## E
- Massimo Egidi
- Luigi Einaudi
- Andrea Enria

## F
- Francesco Ferrara

## G
- Pietro Garibaldi
- Antonio Genovesi
- Andrea Ginzburg
- Melchiorre Gioia

## L
- Arturo Labriola
- Giovanni Levi
- Annamaria Lusardi
- Luigi Luzzatti

## M
- Antonio Mattarella
- Paolo Mauro
- Giuseppe Medici
- Marco Minghetti
- Mario Monti

## N
- Francesco Saverio Nitti

## O
- Giammaria Ortes

## P
- Pier Carlo Padoan
- Giuseppe Ugo Papi
- Vilfredo Pareto
- Domenico Pellegrini Giampietro
- Stefano Podestà
- Romano Prodi

## R
- Giovanni Rinaldo
- Gian Domenico Romagnosi
- Giorgio Ruffolo

## S
- Antonio Scialoja
- Carlo Scognamiglio Pasini
- Luigi Spaventa
- Piero Sraffa

## T
- Gianni Toniolo
- Giulio Tremonti
- Giovanni Tria

## V
- Vincenzo Visco

## Z
- Stefano Zamagni